# Natura ludzka
Natura ludzka (gr. trl. he phýsis tôn anthrópon; łac. natura humana) – to, co w człowieku przyrodzone, instynktowne, w odróżnieniu od tego, co nabyte w doświadczeniu jednostkowym i społecznym. 
Nieco inne ujęcie podaje, że to termin który odnosi się do cech wyróżniających gatunku ludzkiego, z elementami takimi jak świadomość, wolna wola, moralność, kreatywność, stopień kooperacji i zaufania, język, myślenie symboliczne, system wierzeń (sposoby myślenia, odczuwania i działania jako naturalne tendencje wrodzone, ale specyficzne gatunkowi ludzkiemu). Istnienie, unikalność, lub naturalność wielu tych elementów bywa zaprzeczane z tradycyjnych pozycji naturalistycznych i ewolucjonistycznych. Specyfika ludzkiej natury polega na tym, że umiemy żyć tylko wtedy, gdy patrzymy w przyszłość – sub specie aeternitatis. To jest naszym zbawieniem w najtrudniejszych momentach życia. 
Istnieją podejścia, które próbują tłumaczyć unikatową naturę ludzką, inną od zwierzęcej, na przykład jako będącą produktem najnowszego z wielkich przejść ewolucyjnych (np. zob. Pierre Teilhard de Chardin), lub niewynikającą z biologii (jak geometria nieeuklidesowa nie jest produktem ewolucji biologicznej), np. zob. emergencja.
Pytania o to co to jest natura ludzka, jakie cechy są dla niej charakterystyczne, co je powoduje i czy natura ludzka jest stała, czy zmienna, to jedne z najstarszych i najważniejszych pytań w filozofii zachodniej.
Kartezjusz i Hobbes porównali człowieka do maszyny. Locke porównał umysł ludzki do pustej kartki, która wypełnia się poprzez doświadczenia nabyte w życiu (tabula rasa). Noam Chomsky uważa, że język (wrodzony, wewnętrzny) jest unikalną cechą rodzaju ludzkiego, wyróżniającą go od innych zwierząt. Według esencjalistów natura ludzka jest odwieczna i niezmienna.
Nature versus nurture jest dobrze znanym przypadkiem sporu w ramach ogólniejszej debaty o naturę człowieka.